# Перец, Даниэль
Даниэль Перец (ивр. דניאל פרץ‎; род. 10 июля 2000, Тель-Авив, Израиль) — израильский футболист, вратарь немецкого клуба «Бавария» и сборной Израиля, выступающий на правах аренды за клуб «Гамбург».

## Клубная карьера
Родился 10 июля 2000 года в Тель-Авиве. Воспитанник футбольной школы клуба «Маккаби» (Тель-Авив).
Во взрослом футболе дебютировал в 2019 году выступлениями за команду «Бейтар Тель-Авив Бат-Ям», в которой провёл один сезон, приняв участие в 32 матчах чемпионата.
В состав клуба «Маккаби» (Тель-Авив) присоединился в 2020 году.

## Карьера в сборной
В 2016 году дебютировал в составе юношеской сборной Израиля (U-17), всего на юношеском уровне принял участие в 25 играх.
С 2021 привлекался в состав молодежной сборной Израиля. На молодёжном уровне сыграл в 8 официальных матчах.

## Личная жизнь
С 2023 года встречается с израильской певицей, представительницей Израиля на конкурсе «Евровидение» Ноей Кирель. В сентябре 2024 года пара обручилась.

## Достижения
«Бавария»
- Чемпион Германии: 2024/25